# Jacques Ernotte
Jacques Ernotte, né en 1897 à Bruxelles où il est mort en 1964, est un peintre et dessinateur belge.

## Biographie
Membre du Salon d'automne, il y expose en 1928 les toiles Panneau de fleurs et Intérieur. 